# Actiniscus pentasterias
Actiniscus pentasterias is een soort in de taxonomische indeling van de Myzozoa, een stam van microscopische parasitaire dieren. Het organisme komt uit het geslacht Actiniscus en behoort tot de familie Actiniscaceae. Actiniscus pentasterias werd in 1854 ontdekt door Ehrenberg.